# Competiție

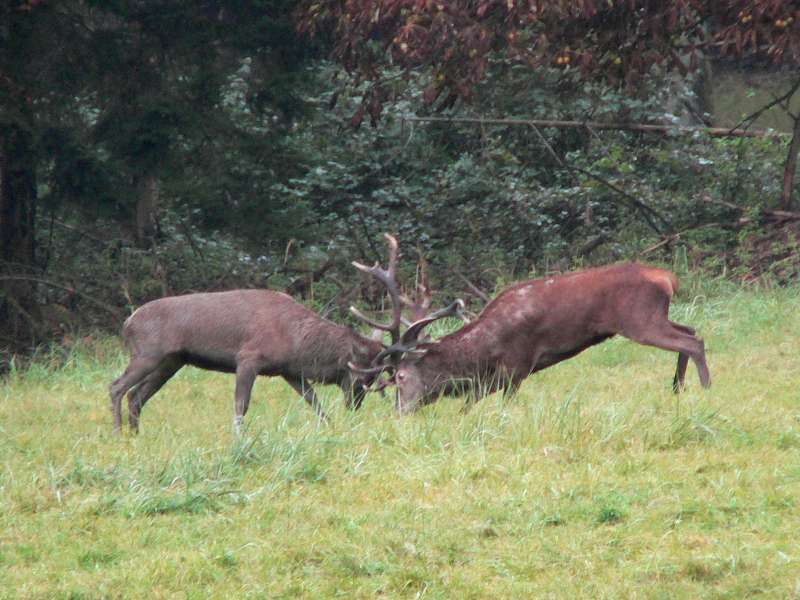
Competiție între două animale sălbatice.

Competiția în biologie, ecologie, sociologie, este un concurs între organisme, animale, indivizi, grupe, etc., pentru teritoriu, o nișă, sau o locație de resurse, pentru resurse și bunuri materiale, parteneri, pentru prestigiu, recunoaștere socială, premii, sau grupă ori statut social, pentru conducere. Competiția este opusul cooperării.
Competiția poate avea atât efecte negative, cât și pozitive, în funcție de context. În natură, competiția contribuie la selecția naturală, favorizând indivizii mai bine adaptați. În societate, competiția poate stimula inovația, progresul și performanța, dar poate duce și la conflicte, inegalități sau stres excesiv. De asemenea, competiția și cooperarea nu se exclud reciproc – în multe sisteme sociale și economice, indivizii sau grupurile pot coopera în interiorul unui colectiv, dar concura cu alte colective (ex: echipe sportive, companii, state). Această combinație este uneori denumită „coopetiție”.